# Jerzy Rębek
Jerzy Rębek (ur. 10 lutego 1960 w Radzyniu Podlaskim) – polski polityk i samorządowiec, wójt gminy Radzyń Podlaski (1990–2002), poseł na Sejm VI i VII kadencji, burmistrz Radzynia Podlaskiego (2014–2024).

## Życiorys
Z wykształcenia administratywista, ukończył w 2003 studia na Wydziale Prawa i Administracji Uniwersytetu Marii Curie-Skłodowskiej w Lublinie.
W latach 1990–2002 pełnił funkcję radnego i wójta gminy Radzyń Podlaski. Od 2002 do 2007 zasiadał w radzie powiatu radzyńskiego. Po odejściu ze stanowiska wójta pracował w urzędzie gminy jako inspektor ds. oświatowych. Należał do Stronnictwa Konserwatywno-Ludowego, następnie do Platformy Obywatelskiej, później był bezpartyjny.
W wyborach parlamentarnych w 2007 został wybrany na posła VI kadencji z listy Prawa i Sprawiedliwości, otrzymując w okręgu chełmskim 7243 głosy. Później wstąpił do PiS. W wyborach do Sejmu w 2011 z powodzeniem ubiegał się o reelekcję, dostał 7503 głosy. W Sejmie VII kadencji przystąpił do klubu parlamentarnego Solidarna Polska, a w 2012 do nowo powstałej partii o tej nazwie. W grudniu 2012 wystąpił z Solidarnej Polski. W styczniu 2013 został przyjęty do klubu parlamentarnego PiS.
W 2014 odszedł z Sejmu w związku z wyborem na stanowisko burmistrza Radzynia Podlaskiego. Po objęciu urzędu dokonał zawierzenia miasta Jezusowi Chrystusowi. W wyborach samorządowych w 2018 ponownie został kandydatem na burmistrza z ramienia Prawa i Sprawiedliwości, wygrywając w drugiej turze głosowania. W 2024 nie uzyskał reelekcji na kolejną kadencję.

## Odznaczenia
W 2017 został przez prezydenta Andrzeja Dudę odznaczony Krzyżem Kawalerskim Orderu Odrodzenia Polski. W 1994 otrzymał Brązowy, a w 2003 Srebrny Krzyż Zasługi.